# Hoyel
Hoyel ist ein Ortsteil der Stadt Melle im Landkreis Osnabrück in Niedersachsen. Der Ort bildete bis 1970 eine Gemeinde im damaligen Landkreis Melle und gehört heute zum Meller Stadtteil Riemsloh.

## Geographie
Hoyel liegt an der östlichen Grenze der Stadt Melle. In der Mitte des Ortsteils liegt das Dorf Hoyel, das aus zwei getrennten Teilen besteht. Die restliche Fläche des Ortsteils wird landwirtschaftlich genutzt. Die Warmenau bildet im Osten und Süden die Grenze zur Stadt Spenge im nordrhein-westfälischen Kreis Herford.

## Geschichte
Das Kirchdorf Hoyel gehörte bis zu den Napoleonischen Kriegen zum Amt Grönenberg des Hochstifts Osnabrück. Von 1807 bis 1810 gehörte Hoyel  zum Kanton Neuenkirchen des napoleonischen Satellitenstaats Königreich Westphalen. Von 1811 bis 1813 gehörte der Ort unmittelbar zu Frankreich und dort zur Mairie Riemsloh im Arrondissement Osnabrück des Departements der Oberen Ems. 1814 kam Hoyel zum Königreich Hannover und bildete dort eine Gemeinde im Amt Grönenberg. 1867 fiel Hoyel mit dem gesamten Königreich Hannover an Preußen und seit 1885 gehörte die Gemeinde zum Landkreis Melle. Innerhalb des Landkreises Melle gehörte die Gemeinde zur Samtgemeinde Riemsloh-Hoyel. Am 1. Januar 1970 wurde Hoyel  in der ersten Phase der Gebietsreform in Niedersachsen in die Gemeinde Riemsloh eingegliedert. Diese wiederum wurde am 1. Juli 1972 Teil der Stadt Melle.

## Einwohnerentwicklung

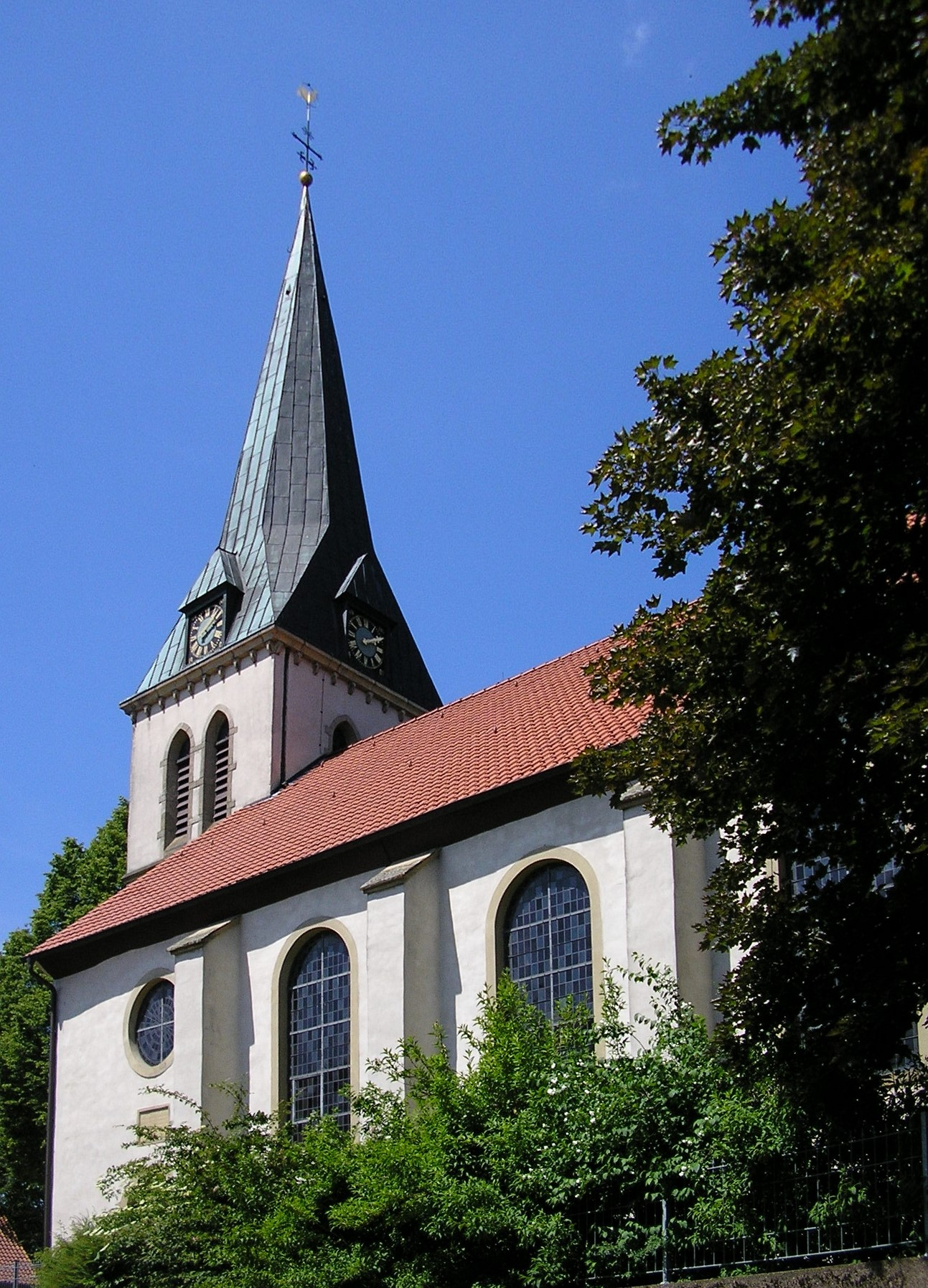
Die St. Antonius-Kirche

| Jahr | Einwohner | Quelle |
| ---- | --------- | ------ |
| 1845 | 576       | [ 2 ]  |
| 1871 | 491       | [ 3 ]  |
| 1910 | 446       | [ 4 ]  |
| 1939 | 380       | [ 5 ]  |
| 1950 | 595       | [ 6 ]  |
| 1961 | 432       | [ 6 ]  |

## Baudenkmale
In Hoyel sind mehrere Bauwerke denkmalgeschützt:
- Die St.-Antonius-Kirche am Hoyeler Kirchring
- Ein Doppelheuerhaus am Martmühlenweg 12
- Die Martmühle und ihr Maschinenhaus an der Warmenau
- Ein Hofgebäude am Lüningsteich 16

## Öffentliche Einrichtungen
Hoyel besitzt eine Ortsfeuerwehr mit einem eigenen Gerätehaus.